# Thymerais
Le Thymerais (ou Thimerais) est une région naturelle du nord-ouest de l'Eure-et-Loir. Ouvert aux influences du Drouais, de la Beauce et du Perche, il constitue une zone de transition au même titre que le Drouais. Ancien pays du Perche sous la dynastie mérovingienne, il tient son nom de son appartenance à Theodemer, prince de la famille mérovingienne. Le pays s'est retrouvé très tôt rattaché à la couronne de France. Le Thymerais est également associé à la châtellenie de Châteauneuf-en-Thymerais dont le territoire couvrait au XIIIe siècle tout le nord-ouest de l'Eure-et-Loir ainsi que quelques villages du Drouais, de l'Eure et l'Orne et débordait sur les anciens cantons de Courville et de La Loupe. L'appellation Thymerais a été reprise en 2003 pour désigner la communauté de communes du Thymerais qui rassemble les communes du canton de Châteauneuf dont Châteauneuf-en-Thymerais et Thimert-Gâtelles sont les centres historiques. La région naturelle du Thymerais ne doit pas être confondue avec la région agricole du Thymerais-Drouais qui rassemble depuis 1946 les terres du Nord du Thymerais à celles du Drouais à des fins statistiques.

## Géographie
Ouvert aux influences de l'Île-de-France, du Pays Chartrain, de la Normandie et du Perche, le Thymerais est une zone de plateaux et de vallons défrichée au Moyen Âge sur le Perche, couverte de forêts et parsemée d'étangs. Il constitue une zone de transition et est délimité grossièrement par l'Avre au nord qui le sépare du département de Eure, l'Eure au sud et à l'est, et par le département de l'Orne à l'ouest.
La région, essentiellement agricole, est un plateau mais possède un territoire vallonné et couvert de forêts vers le sud et l'ouest. Ces massifs forestiers, principalement composés des forêts domaniales de Châteauneuf-en-Thymerais, de Senonches et de la forêt de la Ferté-Vidame représentent à eux seuls plus de la moitié de la superficie des massifs forestiers de l'Eure-et-Loir. Le massif de Senonches appartient au parc régional du Perche. Ses sols composés de silex sont propices à la culture des céréales. La région est également connue pour son fer.
Le Thymerais, Theodoremensis ager en latin du Moyen Âge, est un démembrement de la province du Perche et dépendait du gouvernement militaire de l'Île-de-France et dont le centre était la baronnie de Châteauneuf. Ses dimensions étaient de 8 lieues de longueur sur 6 de largeur et comprenaient également Brezolles, le marquisat de Maillebois et le comté de Senonches. Le pays fait partie, ainsi que le grand Perche de l'apanage du roi depuis 1771.

### Villes principales
Les capitales historiques du Thymerais sont Châteauneuf et sa voisine Thimert. Néanmoins, au fil des siècles la décomposition de la baronnerie de Châteauneuf a permis l'émergence de nouveaux centres urbains tout aussi importants dont l'histoire est liée à celles des premiers seigneurs de la région à l'instar de Senonches, Brezolles ou encore de la Ferté-Vidame.

### Origine

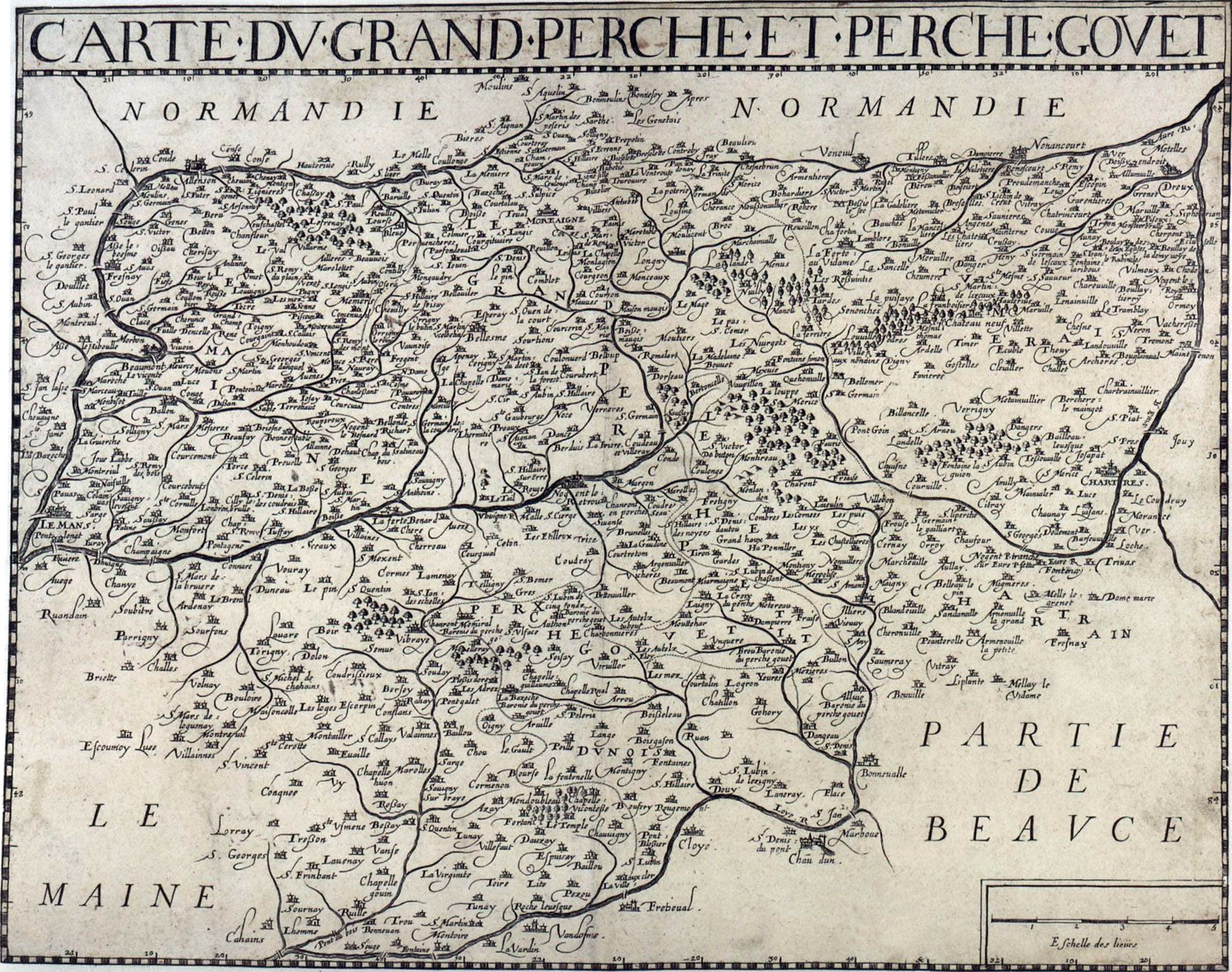
Le Thymerais situé entre Avre et Eure au nord-est de cette carte du Perche.

La région semble avoir été longtemps rattachée à la région naturelle du Perche dans le sens où Perche désignait une zone forestière connue avant le VIe siècle, à ne pas confondre avec l'ensemble formé par les circonscriptions politiques établies depuis sur l'ancienne silva Pertica. Cette approximation semble perdurer depuis Bry de la Clergerie qui divisait ainsi le Perche en quatre parties :
- Grand-Perche ou Haut-Perche (Comté du Perche)
- Perche-Gouët (Bas-Perche)
- Petit-Perche (entre le Grand-Perche et le Perche-Gouët)
- Thymerais (Terres-démembrées)
- Terres françaises, ainsi appelées parce qu'elles suivaient la coutume de France, c'est-à-dire d'Île-de-France, district qui, selon Bry de la Clergerie, comprenait la Tour grise de Verneuil et se rattachait au Thymerais.

En fait le territoire a été très tôt distrait du Perche, au VIe siècle, en faveur d'un prince mérovingien, Théodemer, et c'est de là que lui vient sa dénomination ; puis il alla à la Couronne ; de 1291 à 1325, il
fut accordé par le roi à la maison de Valois-Alençon ;  au XVIe siècle sous Henri II et Charles IX, il fut partagé entre Antoine de Bourbon-Vendôme puis son fils le futur Henri IV, et les Gonzague-Mantoue-Nevers (ces deux familles étant d'ailleurs apparentées aux Alençon). Il reçut pour cette raison le nom de Terres démembrées.
Le Thymerais serait ainsi né sur le Perche (forestier) à la suite de sa déforestation progressive pour les besoins de l'agriculture. Ce nom de Thymerais désignait la région autour du château de Thimert (près de Châteauneuf-en-Thymerais). Le Thymerais forma, au Moyen Âge, la baronnie de Châteauneuf ; il fut appelé « Terres démembrées », parce que, après avoir été réuni à la couronne, il fut séparé de ses domaines et non, comme on croit souvent, de la province du Perche. Au XVIe siècle il fut partagé en faveur d'Henri de Bourbon (le futur Henri IV, fils d'Antoine) et de Louis de Gonzague-Nevers. Ce coin de terre, comme toute l'étendue entre l'Avre et l'Eure, faisait partie de la silva pertica.
Les villages de la région ont progressivement perdu leur qualificatif en-Perche. C'est ainsi que Châteauneuf adopta celui d'en Thymerais pour la distinguer d'une localité homonyme, et que Verneuil-en-Perche devint Verneuil-sur-Avre. Seul un village a, dans son nom, conservé le mot Perche, offrant un témoignage du recul du Perche : c'est Louvilliers (canton de Brezolles). Après être désigné Lovillare in Pertico dans un pouillé de 1250 environ et dans un autre de la fin du XVe siècle, ce village a cessé de se déclarer à l'intérieur du Perche pour ne plus s'affirmer que près de sa limite, et il a pris le nom de Louvilliers-lès-Perche.

### Hydrographie
Au niveau hydrographique, le Thymerais est traversé par plusieurs rivières qui s'écoulent selon un axe sud-ouest/nord-est. Les principales sont la Meuvette et la Blaise.
- Les ruisseaux[7] des Souches, de Buternay, Lamblore et Rueil qui s'écoulent à partir de la région de La Ferté-Vidame vers l'Avre dans l'ouest du Thymerais à la limite avec le département de l'Orne
- La Meuvette qui s'étend sur une quarantaine de kilomètres, prend sa source dans la forêt de Senonches près du village des Ressuintes, traverse la ville de Brezolles avant de rejoindre l'Avre qui est un affluent de l'Eure, d'une longueur de 72 km et qui servit de frontière entre le royaume de France et le duché de Normandie.
- La Blaise prend naissance près de Louvilliers-lès-Perche, et s'écoule vers le nord sur une quarantaine de kilomètres pour rejoindre l'Eure. Cette dernière s'étire sur près de 230 kilomètres et est l'un des affluents de la Seine.

## Histoire

Carte du Perche tel qu'il était défini sous l'Ancien régime, soit le comté du Perche, le Perche-Gouët et le Thymerais, et les communes et départements actuels.

L'origine du Thymerais remonte au VIIe siècle, quand le roi Thierry III donna ce territoire à Theodemer, prince de la famille mérovingienne. Le pays fut donc appelé pagus Theodemerensis « pays de Théodemer » qui est noté Themerensis plus tardivement, c'est-à-dire *Themereis en ancien français, d'où Thymerais en français.
D'après les ouvrages, du comte de Romanet, le territoire du Thymerais qui faisait primitivement partie des comtés de Chartres et de Dreux, fut occupé par de puissants seigneurs qui se rendirent assez indépendants pour ne relever que du roi.
D'un point de vue religieux, tout le Thymerais était compris dans le diocèse de Chartres dont il occupait la partie nord-ouest. Il était composé de 14 paroisses.
En 1058, Albert Ribaud, seigneur du Thymerais, ayant pris parti contre Guillaume le Conquérant, duc de Normandie et roi d'Angleterre, celui-ci s'empara de Thimert-Gâtelles et y laissa un gouverneur, mais l'année suivante Henri Ier, roi des Francs, lui reprit ce château fort et le fit raser. Ce fut avec ces débris que Gaston ou Gazon, frère d'Albert Ribaud, fit construire à peu de distance, dans une clairière au milieu des bois, un fort nommé Chastel-neuf. Il se forma autour un bourg du même nom, qui devint bientôt la capitale du Thymerais.
D'un point de vue féodal, le Thymerais formait dès 1200 un seul et grand fief dont le centre était Châteauneuf-en-Thymerais. Ce fief fut divisé en deux parties, relevant l'une et l'autre de la couronne. D'un côté Châteauneuf, de l'autre Senonches et Brezolles érigés plus tard en comté de Senonches (aussi principauté sous le nom de Mantoue par Charles IX, puis marquisat).
Au XVIIIe siècle, La Ferté-Vidame fut distraite de la baronnie de Châteauneuf-en-Thymerais et attachée à la Couronne, ainsi que celle de Maillebois et de Blévy de sorte qu'à la fin du XVIIIe siècle la baronnie de Châteauneuf-en-Thymerais était loin d'avoir la même étendue qu'au XIIIe siècle, et que le Thymerais au lieu d'un seul et même fief en comptait quatre : la baronnie de Châteauneuf, le comté de Senonches, le marquisat de Maillebois et le comté de la Ferté-Vidame.
Au point de vue financier et administratif, le Thymerais faisait partie de l'élection de Verneuil, comprise dans la généralité d'Alençon et partagée en quatre subdivisions (outre le Thymerais, cette élection comprenait encore huit paroisses de la province du Perche depuis la suppression de l'élection de Longny en 1080 et un certain nombre de paroisses normandes).
Au point de vue militaire, le Thymerais relevait du gouvernement de l'Île-de-France ; il y avait à Châteauneuf une maréchaussée et des archers.

## Administrations et intercommunalités
Bien qu'appartenant au Perche, les limites du Thymerais ont toujours été floues et discutables d'un point de vue géographique mais le sont moins d'un point de vue historique notamment du temps de la baronnie de Châteauneuf au XIIIe siècle ou celle-ci couvrait l'ensemble du nord-ouest du département jusqu'au portes de Dreux.

### Administrations
D'un point de vue administratif le Thymerais appartient à l'arrondissement de Dreux et retrouve en partie son unité géographique avec la création en 2015 du canton de Saint-Lubin-des-Joncherets. Ce dernier réunit les anciens cantons de Châteauneuf-en-Thymerais, de Brezolles, de Senonches et de la Ferté Vidame. La région naturelle s'étend également en partie sur d'autres cantons à l'instar des cantons de Dreux Ouest et Dreux Sud mais également sur les communes de l'Eure et de l'Orne situées sous l'Avre.

### Intercommunalités
Dans le même temps, plusieurs intercommunalités couvrent le territoire. La région naturelle du Thymerais se partage notamment entre deux pays :
- Au Nord, le pays Drouais remplacé depuis le 1er janvier 2014 par la Communauté d'agglomération du Pays de Dreux qui fusionne Pays Drouais et différentes Communautés de communes comme celles du Plateau de Brezolles, du Thymerais et du Val d'Avre.
- Au Sud, le pays du Perche d'Eure-et-Loir qui se compose dans le périmètre du Thymerais des communautés de communes de l'Orée du Perche et du Perche senonchois.
- A leurs franges, d'autres intercommunalités peuvent couvrir en partie d'autres terres du Thymerais à l'instar de la communauté de communes interrégionale du Pays de Verneuil-sur-Avre.
- Plusieurs communes du Sud et de l'Ouest du Thymerais ont également adhéré à la charte du Parc naturel régional du Perche et entrent dans son périmètre

## Patrimoine

### Religieux
Abbayes et monastères
- Abbaye de Saint-Vincent-aux-Bois à Saint-Maixme-Hauterive, à Saint-Maixme-Hauterive
- Ancienne abbaye de la Cour Pétral à Boissy-les-Perche
- Ancien monastère-prieuré de filles à Belhomert-Guéhouville
- Ancien prieuré de Theuvy-Achères au Tremblay-les-Villages

Eglises
- Église Saint-Michel à Saint Ange et Torçay
- Église Saint-Éloi-Saint-Jean-Baptiste de Crécy-Couvé  Inscrit MH (1992) [11]
- Église Saint-Martin de Garnay
- Église Notre-Dame-du-Pasme de Châteauneuf en Thymerais
- Église de Saint Jean de Rebervilliers. Nef du XIIe, chœur du XVIe siècle
- Église Saint-Pierre de Thimert du XIIe  Inscrit MH (1932) [12]
- Église Saint-Blaise de Gâtelles du XIIe  Classé MH (1921)[13]
- Église Saint-Nicolas de Brezolles du XVe  Inscrit MH (1913) [14]
- Église Notre-Dame de Senonches. Clocher du XIIe  Inscrit MH (1927) [15]
- Église Saint-Nicolas de La Ferté-Vidame  Classé MH (1976)[16]
- L’ancienne église du Réveillon  Inscrit MH (1978)  Classé MH (1978)[17]
- Église de Blévy du XIIe (Maillebois)  Classé MH (1907)[18]
- Église de Saint-Sauveur Marville XVIe  Inscrit MH (1928) [19]
- Église de La Fontaine des Ribouts XVe  Inscrit MH (1953) [20]
- Église de Maillebois XVe  Inscrit MH (1971) [21]
- Église de Beauche
- Église de Bérou-la-Mulotière
- Église de Chataincourt
- Église Saint-Sulpice, Crucey-Villages
- Église Saint-Laurent, Crucey-Villages
- Église de Mainterne
- Église de Dampierre-sur-Avre
- Église de Laons
- Église de La Mancelière
- Église de Montigny-sur-Avre

Chapelles
- Chapelle Sainte-Madeleine de Grolu à Saint Ange et Torçay
- Chapelle Saint Thomas de Thimert
- Chapelle Saint Laurent de Thimert
- Chapelle Notre Dame de Lorette de Thimert
- Chapelle de St Cyr de Senonches

Pèlerinages
- Pèlerinage régional à la chapelle Notre-Dame des Spasmes de Châteauneuf
- Pèlerinage régional à la chapelle Notre Dame de Lorette de Thimert
- Pèlerinage régional à la chapelle Saint-Laurent de Thimert

### Militaire
Châteaux et manoirs
- Château de la Ferté-Vidame  Inscrit MH (2007)  Classé MH (1976)[22]
- Château du Hallier à La Ferté Vidame
- Château de Senonches - Donjon du XII de Senonches  Inscrit MH (1984)  Classé MH (1923)[23]
- Château de Maillebois  Inscrit MH (1941) [24]
- Château du Jaglu à Saint Sauveur Marville
- Château de Marmousse à Garnay
- Château d'Angennes du XVIIe à Crucey Villages
- Château de Belhomert à Belhomert-Guérouville
- Château du Bois Josse du XIVe Boissy lès Perche
- Château de Boissard Crucey Villages
- Château de Boissy lès Perche du XIVe
- Château du Boulay Saint Clair à Boissy lès Perche
- Château de la Choltière du XVIe à Crucey Villages
- Château de la Courangère à Boissy lès Perche
- Château de Crucey du XIIe à Crucey Villages
- Château d'Escorpain du XVIe  Inscrit MH (2002) [25]
- Château de la Gadelière du XIIe à Rueil La Gadelière  Inscrit MH (1992) [26]
- Château du Gland à Morvilliers
- Château des Haies du XVIIIe à Boissy lès Perche
- Château de la Hallière du XVIIIe à Digny  Inscrit MH (1972) [27]
- Château du Hayer à La Ferté-Vidame
- Ruines du Château de Jaudrais
- Château de la Mancelière du XVIIIe
- Château de Manou du XIIIe à Manou
- Château de Marcouville à Crucey Villages
- Château de Montigny sur Avre du XVIIe  Classé MH (1963)[28]
- Château de Montuel du XVIIIe à Montigny sur Avre  Classé MH (1924)[29]
- Ruines du Chateau de Petit Parc au Mesnil-Thomas
- Château de Philmain à Boissy lès Perche
- Manoir du Romphaye à Digny
- Château de Saint Rémy sur Avre du XVIIIe
- Château de Sausseux à Louvilliers lès Perche
- Château de la Saucelle
- Château de Tardais du XIXe à Senonches
- Château de Vérigny du XVIe  Inscrit MH (1975) [30]
- Restes de l'ancien château XIIIe à Tremblay-les-Villages  Inscrit MH (1928) [12]

Fermes fortifiées
- Ferme fortifiée du Clos Cailleau Guillandru à Thimert
- Ferme fortifiée de la Balivière à Thimert
- Ferme fortifiée de la Rouvray à Maillebois (XVI/XVIIe)  Inscrit MH (1963) [31]

Mottes castrales
- Motte castrale de Châteauneuf
- Motte castrale arasée de Thimert

Remparts et fossés
- Remparts de Brezolles

### Civil et industriel
Industriel
- Forges de Dampierre-sur-Blévy à Maillebois  Inscrit MH (1993)  Classé MH (1994)[32]
- Fours à chaux et haut fourneau de Boussard à Senonches

Energies
- Parc photovoltaïque de Crucey-Villages, plus grand de France en 2012 avec une puissance installée de 60 MW, soit l'équivalent de 30 éoliennes

Moulins
- Moulin de Palisay à Saint Ange et Torçay
- Moulin de Saint-Ange à Saint Ange et Torçay
- Moulin de Torçay à Saint Ange et Torçay
- Moulin de Crucey-Villages
- Ferme des Moulins à Dampierre-sur-Blévy
- Moulin de la Bellassière à Crécy-Couvé

Lavoirs
- Lavoirs de Launay ou des Evées à Senonches
- Lavoir de de Tardais à Senonches
- Lavoir de Garnay

Greniers à sel
- Grenier à sel de Brezolles

Glacières
- Glacière du XVIIIe à Crécy-Couvé  Inscrit MH (1992) [33]

Ponts
- Pont de Garnay sur la Blaise
- Pont de la Bellassière à Saulniere (Crécy Couvé) sur la Blaise

Édifices civils
- Ancienne école de Senonches  Inscrit MH (1985) [34]
- Ancien bailliage de justice XVIIIe à Crécy-Couvé  Inscrit MH (1992) [35]
- Ancien hôpital Saint-Jean XVIIIe à Crécy-Couvé  Inscrit MH (1992) [36]

### Naturel
Forêts
- Forêt domaniale de Senonches 4270 hectares
- Forêt humide des Mousseuses (foret de Senonches)
- Forêt domaniale de Châteauneuf 1745 hectares
- Forêt privée de la Ferté-Vidame 3500 hectares

Étangs et lacs
- Lacs Arthur-Remy et Badouleau de Senonches
- Étang de Buternay à Marchainville
- Étang des Baussiots aux Ressuintes
- Étang de la Benette (forêt de Senonches)
- Étang de Tardais
- Étang de Loiseau entre Senonches et Manou
- Étang de Brezolles
- Étang d'Hemericourt près de Brezolles
- Étang d'Haron (Senonches)
- Étang Loiseau (Senonches)
- Étang des Bauchiots
- Étang des Gautres (La Ferté Vidame)
- Étang du Milieu (La Ferté Vidame)
- Étang de la Harasserie (La Ferté Vidame)
- Étang de Bourg Neuf (La Ferté Vidame)
- Étang de Prémoteux
- Étang de Dampierre
- Étang du Haut Plan

Parc naturel
- Parc naturel régional du Perche

Rivières
- La Blaise et sa vallée
- La Meuvette (affluent de l'Avre)
- L'Avre
- La Peluche (affluent de l'Avre)
- La Vigne (ancienne rivière de Rueil-la-Gadelière détournée vers Paris par l'Aqueduc de l'Avre
- Ruisseaux de Lamblore et de Buthernay (affluent de l'Avre)
- Ruisseau de la Gohière (affluent de l'Avre)
- Rivière de Saint-Maurice (affluent de l'Avre)

## Personnalités liées au Thymerais
- Albert Ribaud, seigneur du Thymerais
- Alphonse-Gabriel Foucault né à Senonches en 1843, mort à Saint-Dié en 1930, archevêque-évêque de Saint-Dié (Vosges) de 1893 à 1930.
- Berthault Cocalogon, seigneur de Femerez-au-Perche (Voir Les Granges-le-Roi)
- Boniface de Castellane, comte de Castellane (1758-1837) colonel de cavalerie au moment de la Révolution - député de la noblesse aux Etats-Généraux de 1789 par le bailliage de Châteauneuf-en-Thymerais
- Charles Lafosse, poète né à Senonches
- Charles Pitou, poète mort à Senonches
- Ducs de Saint-Simon (propriétaires du château de la Ferté-Vidame)
- Émile Vivier, maire de Châteauneuf, député, sénateur et président du conseil général d'Eure-et-Loir
- Ernest Gengenbach, homme d'église, écrivain et poète surréaliste français, mort à Chateauneuf en 1979
- Etienne Rebaudengo, dramaturge monégasque, qui séjourna à Tardais de 1987 à 2004. Il est inhumé au cimetière de Tardais
- Famille Humbert à la Ferté-Vidame
- Famille de Tascher, originaire de Châteauneuf-en-Thymerais, connue pour avoir donné à l'Empire français une impératrice en la personne de Marie-Josèphe Rose Tascher de la Pagerie dite Joséphine de Beauharnais
- François de Montmorency-Laval, Montigny-sur-Avre,Premier évêque de Québec, il est le fondateur du Séminaire de Québec.
- Gervais Ier de Châteauneuf, seigneur du Thymerais
- Gervais II de Châteauneuf, seigneur du Thymerais
- Gilles Leroy, écrivain, prix Goncourt 2007, qui vit près de La Ferté-Vidame à Boissy-lès-Perche
- Hubert Latham, aviateur, dont le buste est situé sur la place principale de Maillebois (sa famille était propriétaire du château)
- Hugues Ier de Châteauneuf, seigneur du Thymerais
- Hugues II de Châteauneuf, seigneur du Thymerais
- Hugues III de Châteauneuf, seigneur du Thymerais
- Hugues IV de Châteauneuf, seigneur du Thymerais
- Ingulphe Ribaud ou Ribaud (Ribald) de Dreux, seigneur de Senonches, Brezolles, Sorel et Rémalard
- Jacques Du Lorens, poète français, président au bailliage de Châteauneuf
- Jacques Losme de Monchesnay, surnommé le poète de Chartres, est mort en 1714 à Garnay où il s'était retiré à la fin de sa vie.[réf. nécessaire]
- Jean-Baptiste Desmarets, maréchal de France en 1741 (Maillebois)
- Jean Hélion, peintre possédait une propriété à Bigeonnette (Saint-Sauveur) de 1962 à 1986 achetée à Pierre Haour
- Jean-Joseph de Laborde à la Ferté-Vidame
- Jean-François Dreux du Radier, né à Châteauneuf en 1714, érudit français et lieutenant particulier au bailliage de Châteauneuf.
- Jules Edmond Joseph Tarbé des Sablons (1830-93). Auditeur au Conseil d'État en 1854 (Crucey-Villages)
- Jean-Louis Émile Boudier (1828-1920), pharmacien et mycologue, est né à Garnay.
- Le père du peintre Henri Foreau est né dans la commune de Brezolles.
- Louis de Rouvroy, duc de Saint-Simon à La Ferté-Vidame
- Lucien Descaves, romancier senonchois, qui a participé à La Vie senonchoise
- Madame de Pompadour, à Crécy-Couvé
- Michel Boisrond, scénariste et réalisateur français (Châteauneuf)
- M. de Quévrémont[37], personnage fictif du roman Latréaumont d'Eugène Sue présenté comme seigneur d'Eudreville et Boudeville, gentilhomme de la baronnie de Châteauneuf-en-thymerais
- Martial Taugourdeau, conseiller général d'Eure-et-Loir pour le canton de Châteauneuf-en-Thymerais de 1979 à 2001
- Maurice de Vlaminck, peintre cubiste et fauve qui habita et mourut à Rueil-la-Gadelière
- Nicolas Marc-Antoine Maison d'Espinay Saint-Luc
- Philippe Beaussant, musicologue et nouvelliste, membre de l'Académie française, qui vit au Mesnil-Thomas
- Rémy Clayes, né à Boulay-les-Deux-Églises en 1735, député de Châteauneuf-en-Thymerais à l'Assemblée Nationale en 1789.
- Théodore Augustin de La Rivière (1700-1750), seigneur de La Choltière (Crucey-Villages)

## Médias diffusés dans le Thymerais
En plus de la presse nationale, le Thymerais est couvert en entier ou en partie par plusieurs journaux régionaux ou départementaux :
- La République du Centre, le quotidien de la région centre (Orléans)
- L'Écho républicain, le quotidien du département (Chartres)
- Paris Normandie, le quotidien régional de Haute-Normandie
- L'Action républicaine, l'hebdomadaire de la région de Nogent-le-Rotrou
- Le Perche, l'hebdomadaire de la région de Mortagne-au-Perche
- Le Réveil normand, l'hebdomadaire de la région de l'Aigle
- La Dépêche, l'hebdomadaire de la région d'Évreux, Nonencourt et Verneuil-sur-Avre
- Village info 28, hebdomadaire qui traite de l'actualité du nord-ouest de l'Eure-et-Loir

## Transports dans le Thymerais
Les grands axes de communication évitent le Thymerais. La Route nationale 12 qui relie Paris à Brest et passe à Dreux et Verneuil-sur-Avre la contourne par le nord et l'ouest. L'autoroute A11 qui relie Paris à Nantes dessert Chartres à l'est et Nogent-le-Rotrou au sud.
La D928 (ex Route nationale 828) reliant Dreux à Nogent-le-Rotrou via Châteauneuf-en-Thymerais et La Loupe et la D939 (ex Route nationale 839) reliant Verneuil-sur-Avre à Chartres via Brezolles et Châteauneuf-en-Thymerais sont les seuls axes routiers d'importance moyenne à traverser la région. Ces deux axes sont complétés par la D4 reliant Dreux à Longny-au-Perche via Laons, Brezolles et La Ferté-Vidame et la D24 reliant Senonches à Chartres.
La région n'est plus guère desservie par des liaisons ferroviaires locales depuis la disparition des Tramways d'Eure-et-Loir après la guerre. Ceux-ci étaient présents dans le Thymerais par le biais de quatre lignes :
- Dreux à Brezolles (23,8 km) ouverte le 8 janvier 1899 ;
- Saint-Sauveur, sur la ligne Chartres - Dreux, à Châteauneuf-en-Thymerais (4,1 km) ouverte le 22 janvier 1899 ;
- Brezolles à Senonches (17 km) ouverte le 15 août 1907 ;
- Châteauneuf-en-Thymerais à Senonches (18,6 km) (en projet) mais s’arrête à Digny (8,8 km) faute de moyens

L'abandon de l'axe transversal de la Ligne de Rouen à Orléans a également donné un coup fatal au transport ferroviaire dans la région. Le dernier tronçon encore en activité est constitué par la Ligne de Chartres à Dreux. Ouverte entre Chartres et Dreux en 1873, la ligne est réservée au fret depuis 1971. La Ligne de Paris-Montparnasse à Brest via Le Mans passe à Chartres à l'est et au sud tandis que la Ligne de Paris-Montparnasse à Brest passe au nord via Dreux.
Les principales gares permettant un accès par train principalement par le biais de TER, dans le Thymerais sont au sud celles de La Loupe, de Courville-sur-Eure et de Chartres, à l'est celle de Maintenon et au nord, celles de Verneuil-sur-Avre et de Dreux

## Communes liées au Thymerais
La châtellenie de Châteauneuf s'étendait à l'origine sur plus de 100 villages (82 à notre époque) du nord-ouest du département d'Eure-et-Loir, mais aussi de l'Orne et de l'Eure. On peut notamment citer :
- Eure-et-Loir : Allainville, Ardelles, Aunay-sous-Couvé (Aunay-sous-Crécy), Beauche, Belhomert, Bérou-la-Mulotière, Blévy, Boissy-en-Drouais, Boissy-lès-Perche, Brezolles, La Chapelle-Fortin, Châtaincourt, Châteauneuf, Les Châtelets, Crucey-Villages, Dampierre-sur-Blévy, Dampierre-sur-Avre, Digny, Escorpain, Favières, Ferrière-au-Val-Germond (Fontaine-Simon), La Ferté-Vidame, Laons, Feuilleuse, Fessanvilliers-Mattanvilliers, Fontaine-les-Ribouts, La Framboisière, Garancières-en-Drouais, Garnais, Hauterive, Jaudrais, Lamblore, Louvilliers-lès-Perche, Monceau-la-Poterie (Fontaine-la-Guyon), Maillebois, La Mancelière, Marville-les-Bois, Le Mesnil-Thomas, Montigny-sur-Avre, La Puisaye, Revercourt, Les Ressuintes, Rohaire, Rueil-la-Gadelière, Saint-Ange-et-Torçay, Saint-Étienne-de-la-Burgondière (Le Mesnil-Thomas), Saint-Jean-de-Rebervilliers, Saint-Lubin-de-Cravant, Saint-Maixme-Hauterive, Saint-Sauveur-Marville, La Saucelle, Saulnières, Senonches, Thimert-Gâtelles...
- Eure: Acon, Armentières-sur-Avre, Saint-Martin-du-Vieu-Verneuil (aujourd'hui quartier sud de la commune de Verneuil-sur-Avre), Saint-Victor-sur-Avre
- Orne: Charencey, Moussonvilliers, Normandel, Saint-Maurice-les-Charencey, La Trinité-sur-Avre

Les villes d'Illiers-l'Évêque, de Courdemanche, de Neuville, de Pain-Cuit, de Favarolle et de Bardoval, de Croth, de Bosguérard-de-Marcouville (Eure), de Rémalard (Orne), de Gallardon, de Champrond-en-Gâtine et de Sorel (Eure-et-Loir) sont également liées à la famille des Seigneurs du Thymerais.

## Culte dans le Thymerais
Le territoire du Thymerais dépend principalement du doyenné des Forêts, l'un des sept doyennés du diocèse de Chartres.
Il recouvre deux des trois paroisses qui en dépendent. La Paroisse Bienheureux François de Laval en Thymerais  (Châteauneuf/Brezolles) en intégralité et en partie la Paroisse Saint-Laumer du Perche  (Senonches/La Ferté Vidame).

## La communauté de communes
L'appellation Thymerais était associée de novembre 2003 à janvier 2014, à la communauté de communes du Thymerais. Celle-ci regroupait 9 600 habitants répartis dans les 14 communes du canton de Châteauneuf-en-Thymerais. La communauté était une portion congrue du territoire de l'ancienne châtellenie de Châteauneuf-en-Thymerais qui existait au XIIIe siècle.